# Hiltermannicythere rubrimaris
Hiltermannicythere rubrimaris is een mosselkreeftjessoort uit de familie van de Trachyleberididae. De wetenschappelijke naam van de soort is voor het eerst geldig gepubliceerd in 1964 door Hartmann.